# José María Giménez
José María Giménez, né le 20 janvier 1995 à Toledo en Uruguay, est un footballeur international uruguayen qui évolue au poste de défenseur central à l'Atlético de Madrid.

## Biographie

### En club
Giménez rejoint en 2013 l'Atlético de Madrid pour une somme de 900 000 euros. Alors âgé de 18 ans, il n'est que peu utilisé par l’entraîneur Diego Simeone. Lors de la saison suivante, Giménez est en concurrence avec le défenseur brésilien Miranda, mais, à la suite du départ de ce dernier à l'été 2015, Giménez obtient une place de titulaire aux côtés de son compatriote Diego Godín. Giménez dira de lui qu'il le voit comme un père, un grand frère, ou même un maitre . Le duo portera l'Atletico lors de la Ligue des champions de 2015/2016. Arrivé en demi-finale face au Bayern, Giménez concède un pénalty lors du match retour (pénalty arrêté par Jan Oblak). Bien que son équipe soit qualifiée pour la finale face aux rivaux madrilènes du Real, Simeone préférera Stefan Savić à Giménez, qui assiste depuis le banc à la défaite de son équipe aux tirs au but.
Titulaire en finale de la Ligue Europa 2017-2018, Giménez remportera le tournoi avec l'Atlético en battant l'Olympique de Marseille 3-0. Il disputera et remportera également la Supercoupe de l'UEFA 2018 face au Real Madrid (score : 4-2). En juin 2018, il prolonge son contrat avec l'Atlético jusqu'en juin 2023. Il dispose d'une clause libératoire d'un montant de 120 millions d'euros.
Le 18 septembre 2018 est un grand jour pour Giménez qui inscrit son premier but en Ligue des champions, à la faveur d'un corner tiré par Koke, en toute fin de première période, lors du match aller AS Monaco - Atlético Madrid (1-2), au stade Louis-II.
À l'Atlético, il porte le numéro 2 à partir de la saison 2019-2020, numéro jusqu'alors porté par l'ancien capitaine Diego Godín.
En août 2021, son contrat avec l'Atlético est prolongé jusqu'en juin 2025.
En octobre, une nouvelle prolongation de son contrat avec l'Atlético est officialisée. Son contrat se termine désormais en juin 2028.

### En sélection nationale
En juin 2013, Giménez est sélectionné par l'entraineur Juan Verzeri (en) pour participer à la Coupe du monde des moins de 20 ans en Turquie. Les jeunes uruguayens arrivent jusqu'en finale, avant de s'incliner face à la France sur pénaltys.
Le 10 septembre, Giménez dispute son premier match pour l'équipe nationale sous les ordres d'Óscar Tabárez lors d'une rencontre face à la Colombie lors des qualifications pour la Coupe du monde 2014.
Il fait partie des 23 joueurs uruguayens participant à la Coupe du monde 2014 au Brésil. Tabárez lui préfère néanmoins Diego Lugano, défenseur central et capitaine de la Celeste lors de la première rencontre face au Costa Rica. Cependant, une blessure de Lugano offre à Giménez une place de titulaire dans l'équipe pour les matchs suivants. Giménez retrouve en charnière centrale son coéquipier à l'Atlético Madrid, Diego Godín. Ce duo forme la charnière centrale de l'Uruguay pour les années à venir. Giménez et l'Uruguay se qualifient pour les huitièmes de finale avant de s'incliner face à la Colombie.
Giménez dispute par la suite la Copa América 2015, et aide son équipe à se qualifier pour les quarts de finale, notamment en égalisant de la tête face au Paraguay. Son équipe est éliminée en quarts de finale par le Chili, futur vainqueur du tournoi.
La Copa América Centenario de 2016 n'est guère plus réussie pour Giménez, qui voit son équipe se faire éliminer en phases de groupe.
Il est à nouveau titulaire lors de la Coupe du monde 2018. Il offre la victoire à son équipe lors de son premier match face à l'Égypte en inscrivant à la 89e minute le seul but de la rencontre de la tête. Le duo Godín-Giménez est à nouveau efficace, puisque l'Uruguay se qualifie pour les huitièmes sans encaisser de but, bien que Giménez ne joue pas le match face à la Russie en raison d'une blessure à la cuisse. La sélection uruguayenne gagne le match des huitièmes de finale face au Portugal 2-1 grâce à un doublé d'Edinson Cavani et se qualifie pour le tour suivant. Arrivée en quarts, l'Uruguay est éliminée par la France sur le score de 2 à 0.
Durant la Copa América 2019, Giménez est une nouvelle fois convoqué mais ne peut empêcher l'élimination uruguayenne en quart de finale aux tirs au but par le Pérou. Il est rappelé pour disputer la Copa América 2021 mais l'Uruguay sortira une nouvelle fois en quart de finale aux tirs au but, cette fois-ci face à la Colombie.
Le 10 novembre 2022, il est sélectionné par Diego Alonso pour participer à la Coupe du monde 2022.
Giménez est sélectionné pour disputer la Copa América 2024. Lors de cette compétition, l'Uruguay est en quart de finale opposé au Brésil. La décision se fait lors des tirs au but. Giménez fait partie des tireurs uruguayens et manque sa tentative, ce qui n'empêche pas son équipe de s'imposer. Lors de la finale pour la troisième place, Giménez délivre à la 93e minute une passe décisive pour Luis Suárez qui égalise face au Canada. L'Uruguay termine troisième de cette compétition après avoir remporté la séance des tirs au but (4-3). Lors de la demi-finale perdue contre la Colombie, Giménez et plusieurs de ses coéquipiers sont impliqués dans une échauffourée déclenchée en tribunes par des supporters. La CONMEBOL sanctionne les joueurs concernés, Giménez écopant de trois rencontres de suspension et 12000 dollars d'amende.

## Statistiques

### Statistiques en club
Le tableau ci-dessous récapitule les statistiques de José María Giménez lors de sa carrière professionnelle en club :

| Saison                | Club                  | Championnat           | Championnat | Championnat | Coupe(s) nationale(s) | Coupe(s) nationale(s) | Supercoupe | Supercoupe | Compétition(s) continentale(s) | Compétition(s) continentale(s) | Compétition(s) continentale(s) | Supercoupe UEFA | Supercoupe UEFA | Coupe du monde des clubs | Coupe du monde des clubs | Total | Total |
| Saison                | Club                  | Division              | M.          | B.          | M.                    | B.                    | M.         | B.         | Comp.                          | M.                             | B.                             | M.              | B.              | M.                       | B.                       | M.    | B.    |
| 2012-2013             | Danubio FC            | Primera División      | 16          | 0           | -                     | -                     | -          | -          | -                              | -                              | -                              | -               | -               | -                        | -                        | 16    | 0     |
| Sous-total            | Sous-total            | Sous-total            | 16          | 0           | 0                     | 0                     | 0          | 0          | -                              | 0                              | -                              | -               | -               | -                        | -                        | 16    | 0     |
| 2013-2014             | Atlético de Madrid    | Liga                  | 1           | 0           | 1                     | 0                     | -          | -          | -                              | -                              | -                              | -               | -               | -                        | -                        | 2     | 0     |
| 2014-2015             | Atlético de Madrid    | Liga                  | 20          | 1           | 4                     | 1                     | -          | -          | C1                             | 4                              | 0                              | -               | -               | -                        | -                        | 28    | 2     |
| 2015-2016             | Atlético de Madrid    | Liga                  | 27          | 1           | 2                     | 0                     | -          | -          | C1                             | 8                              | 0                              | -               | -               | -                        | -                        | 37    | 1     |
| 2016-2017             | Atlético de Madrid    | Liga                  | 17          | 0           | 6                     | 1                     | -          | -          | C1                             | 6                              | 0                              | -               | -               | -                        | -                        | 29    | 1     |
| 2017-2018             | Atlético de Madrid    | Liga                  | 23          | 1           | 4                     | 1                     | -          | -          | C1+C3                          | 4+7                            | 0+0                            | -               | -               | -                        | -                        | 38    | 2     |
| 2018-2019             | Atlético de Madrid    | Liga                  | 21          | 0           | 2                     | 0                     | -          | -          | C1                             | 5                              | 2                              | 1               | 0               | -                        | -                        | 29    | 2     |
| 2019-2020             | Atlético de Madrid    | Liga                  | 21          | 0           | -                     | -                     | 1          | 0          | C1                             | 5                              | 0                              | -               | -               | -                        | -                        | 27    | 0     |
| 2020-2021             | Atlético de Madrid    | Liga                  | 21          | 0           | 1                     | 0                     | -          | -          | C1                             | 4                              | 1                              | 1               | 0               | -                        | -                        | 27    | 1     |
| 2021-2022             | Atlético de Madrid    | Liga                  | 24          | 1           | 1                     | 0                     | 1          | 0          | C1                             | 7                              | 0                              | 0               | 0               | -                        | -                        | 33    | 1     |
| 2022-2023             | Atlético de Madrid    | Liga                  | 28          | 2           | 3                     | 0                     | -          | -          | C1                             | 5                              | 0                              | -               | -               | -                        | -                        | 36    | 2     |
| 2023-2024             | Atlético de Madrid    | Liga                  | 22          | 0           | 3                     | 0                     | 1          | 0          | C1                             | 7                              | 0                              | -               | -               | -                        | -                        | 33    | 0     |
| 2024-2025             | Atlético de Madrid    | Liga                  | 27          | 0           | 3                     | 0                     | -          | -          | C1                             | 8                              | 1                              | -               | -               | 1                        | 0                        | 39    | 1     |
| Sous-total            | Sous-total            | Sous-total            | 252         | 6           | 30                    | 3                     | 3          | 0          | -                              | 70                             | 4                              | 1               | 0               | 1                        | 0                        | 357   | 13    |
| Total sur la carrière | Total sur la carrière | Total sur la carrière | 268         | 6           | 30                    | 3                     | 3          | 0          | -                              | 70                             | 4                              | 1               | 0               | 1                        | 0                        | 373   | 13    |

### En sélection nationale
| Saison                | Sélection             | Phases finales          | Phases finales | Phases finales | Phases finales | Éliminatoires CDM | Éliminatoires CDM | Éliminatoires CDM | Matchs amicaux | Matchs amicaux | Matchs amicaux | Total | Total | Total |
| Saison                | Sélection             | Compétition             | M              | B              | Pd             | M                 | B                 | Pd                | M              | B              | Pd             | M     | B     | Pd    |
| --------------------- | --------------------- | ----------------------- | -------------- | -------------- | -------------- | ----------------- | ----------------- | ----------------- | -------------- | -------------- | -------------- | ----- | ----- | ----- |
| 2013-2014             | Uruguay               | Coupe du monde 2014     | 3              | 0              | 0              | 3                 | 0                 | 0                 | 3              | 0              | 0              | 9     | 0     | 0     |
| 2014-2015             | Uruguay               | Copa América 2015       | 4              | 1              | 1              | -                 | -                 | -                 | 8              | 2              | 0              | 12    | 3     | 1     |
| 2015-2016             | Uruguay               | Copa América Centenario | 3              | 0              | 0              | 2                 | 0                 | 0                 | 2              | 0              | 0              | 7     | 0     | 0     |
| 2016-2017             | Uruguay               | -                       | -              | -              | -              | 3                 | 0                 | 0                 | 2              | 1              | 0              | 5     | 1     | 0     |
| 2017-2018             | Uruguay               | Coupe du monde 2018     | 4              | 1              | 0              | 4                 | 0                 | 0                 | 5              | 1              | 0              | 13    | 2     | 0     |
| 2018-2019             | Uruguay               | Copa América 2019       | 4              | 1              | 0              | -                 | -                 | -                 | 4              | 1              | 0              | 8     | 2     | 0     |
| 2019-2020             | Uruguay               | -                       | -              | -              | -              | -                 | -                 | -                 | 4              | 0              | 0              | 4     | 0     | 0     |
| 2020-2021             | Uruguay               | Copa América 2021       | 5              | 0              | 0              | 4                 | 0                 | 0                 | -              | -              | -              | 9     | 0     | 0     |
| 2021-2022             | Uruguay               | -                       | -              | -              | -              | 9                 | 0                 | 0                 | 2              | 0              | 0              | 11    | 0     | 0     |
| 2022-2023             | Uruguay               | Coupe du monde 2022     | 3              | 0              | 0              | -                 | -                 | -                 | -              | -              | -              | 3     | 0     | 0     |
| 2023-2024             | Uruguay               | Copa América 2024       | 5              | 0              | 1              | 2                 | 0                 | 0                 | 1              | 0              | 0              | 8     | 0     | 1     |
| 2024-2025             | Uruguay               | -                       | -              | -              | -              | 7                 | 0                 | 0                 | -              | -              | -              | 7     | 0     | 0     |
| Total sur la carrière | Total sur la carrière | Total sur la carrière   | 31             | 3              | 2              | 34                | 0                 | 0                 | 31             | 5              | 0              | 96    | 8     | 2     |

### Buts internationaux
| 0   | Date             | Lieu                                         | Compétition                            | Résultat        | Adversaire           | Détail | Détail     | Détail | Sél. |
| --- | ---------------- | -------------------------------------------- | -------------------------------------- | --------------- | -------------------- | ------ | ---------- | ------ | ---- |
| 1er | 8 septembre 2014 | Stade de Goyang, Goyang, Corée du Sud        | Match amical                           | V 0-1           | Corée du Sud         | 69e    | de la tête | 0-1    | 11e  |
| 2e  | 14 novembre 2014 | Estadio Centenario, Montevideo, Uruguay      | Match amical                           | N 3-3 6-7 t.a.b | Costa Rica           | 64e    | de la tête | 2-2    | 14e  |
| 3e  | 20 juin 2015     | Estadio La Portada, La Serena, Chili         | Premier tour de la Copa América 2015   | N 1-1           | Paraguay             | 29e    | de la tête | 1-0    | 20e  |
| 4e  | 4 juin 2017      | Aviva Stadium, Dublin, Irlande               | Match amical                           | P 3-1           | République d'Irlande | 38e    | de la tête | 1-1    | 32e  |
| 5e  | 7 juin 2018      | Estadio Centenario, Montevideo, Uruguay      | Match amical                           | V 3-0           | Ouzbékistan          | 73e    | de la tête | 3-0    | 42e  |
| 6e  | 15 juin 2018     | Iekaterinbourg Arena, Iekaterinbourg, Russie | Premier tour de la Coupe du monde 2018 | V 0-1           | Égypte               | 89e    | de la tête | 0-1    | 43e  |
| 7e  | 8 septembre 2018 | NRG Stadium, Houston, États-Unis             | Match amical                           | V 1-4           | Mexique              | 21e    | de la tête | 0-1    | 47e  |
| 8e  | 20 juin 2019     | Arena do Grêmio, Porto Alegre, Brésil        | Premier tour de la Copa América 2019   | N 2-2           | Japon                | 66e    | de la tête | 2-2    | 52e  |

## Palmarès

### En club
| Atlético de Madrid - Championnat d'Espagne (2) - Champion en 2014 et 2021 - Supercoupe d'Espagne (1) - Vainqueur en 2014 - Ligue des champions - Finaliste en 2016 - Ligue Europa (1) - Vainqueur en 2018 - Supercoupe d'Europe (1) - Vainqueur en 2018 |

### En sélection
Avec l'Uruguay -20 ans, José María Giménez est finaliste de la Coupe du monde des moins de 20 ans en 2013.
Avec l'Uruguay, il est troisième de la Copa América 2024.

### Distinction personnelle
- Membre de l'équipe-type de la Copa América 2019.